# Pematang Bangsal
Pematang Bangsal is een bestuurslaag in het regentschap Ogan Ilir van de provincie Zuid-Sumatra, Indonesië. Pematang Bangsal telt 923 inwoners (volkstelling 2010).